# Gracjan Unger

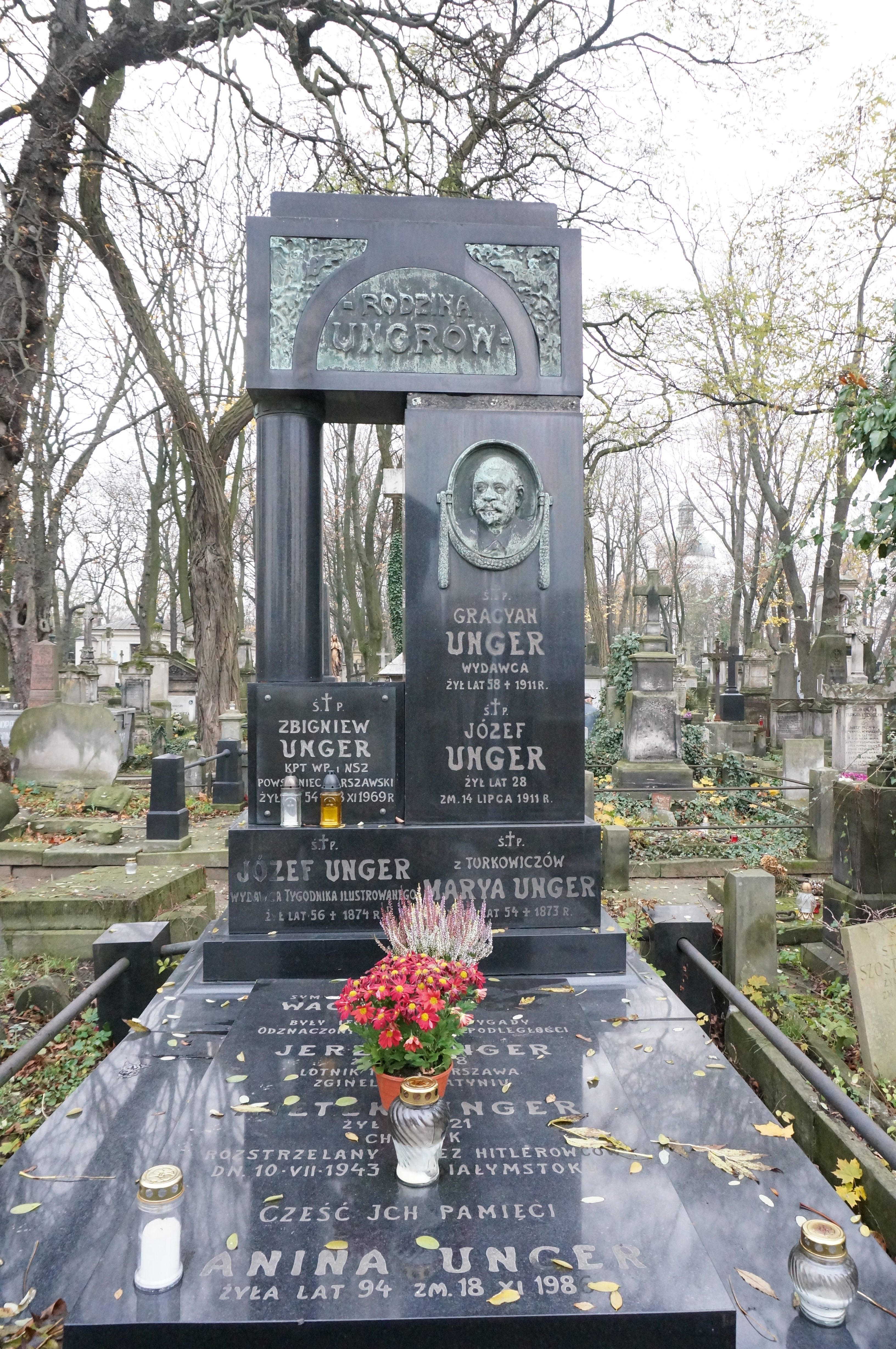
Grobowiec Ungerów cmentarzu Powązkowskim w Warszawie

Gracjan Unger (ur. 1853 w Warszawie, zm. 2 maja 1911 tamże) – polski drukarz, księgarz i wydawca.

## Życiorys
Urodził się w 1853 w Warszawie. Pierwotnie nosił nazwisko Jeżyński. Był adoptowanym synem drukarzem i wydawcy Józefa Ungera (1817−1874). Po nim przejął przedsiębiorstwo wydawnicze. Drukował książki własnego wydawnictwa, a także wydawnictw Gebethner i Wolff, Sennewald, Ferdynanda Hoesicka i innych. 
Kontynuując pracę ojczyma wydawał „Wędrowca” (do 1878, kiedy to odsprzedał go Filipowi Sulimierskiemu) i „Tygodnik Illustrowany”: z czasem odstąpił ten dział innym wydawcom. Od 1876 do 1881 wydawał tygodnik „Biesiada Literacka”, a od 1881 do 1883 tygodnik „Romans i Powieść”. W 1883 sprzedał drukarnię braciom Jeżyńskim. Sam zaś oddał się pracy w prowadzeniu biura wydającego dzienniki, rozwijając je. Był organizatorem wydawnictw polskich w Królestwie Polskim. Oprócz cech pracowitości i przedsiębiorczości udzielał się w działalności humanitarnej.
Był inwestorem pawilonu zbudowanego na dziedzińcu pałacu Potockich, do którego w 1884 roku Towarzystwo Zachęty Sztuk Pięknych przeniosło (z Muzeum Przemysłu i Rolnictwa) swoją wystawę.
Zmarł wiosną 1911 na skutek zwapnienia tętnic. Został pochowany na cmentarzu Powązkowskim w Warszawie (kwatera 156 rząd 3 miejsce 16-17).

## Życie prywatne
Był żonaty z Ksawerą z Ruszkowskich (zm. 1924). Syn Stefan prowadził po nim przedsiębiorstwo, a drugi syn Józef (zmarły 14 lipca 1911 w wieku 28 lat) założył i prowadził księgarnię i drukarnię w Kielcach. Kolejny syn Wacław (1894–1940) był podkomisarzem Policji Państwowej i oficerem rezerwy Wojska Polskiego, zamordowanym w Kalininie.
Syn Stefana Ungera i Zofii – Jerzy (1912–1940), podporucznik lotnictwa, został zamordowany w Katyniu.